# Reacción de inserción
Una reacción de inserción es una reacción química donde una entidad química (una molécula o fragmento molecular) se inserta en un enlace existente dando una segunda entidad química:
A  +  B–C    →    B–A–C
El término sólo se refiere al resultado de la reacción y no sugiere un mecanismo. Se encuentran reacciones de inserción en la química orgánica, inorgánica y organometálica. En los casos en los que haya un enlace metal-ligando en un complejo de coordinación, estas reacciones son típicamente organometálicas e involucran un enlace entre un metal de transición y un carbono o hidrógeno. Por lo general se reserva para el caso en que el número de coordinación y el estado de oxidación del metal permanecen sin cambios. Cuando estas reacciones son reversibles, la eliminación de la pequeña molécula a partir de la unión de metal-ligando se denomina extrusión o eliminación.

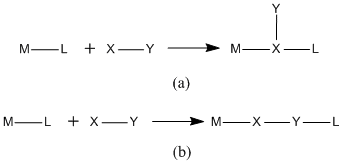
Ejemplos de geometrías tipo 1,1 (a) y 1,2 (b) resultantes de reacciones de inserción

Hay dos geometrías de inserción comunes (1,1 y 1,2 en la foto). Además, la molécula de inserción puede actuar ya sea como un nucleófilo o como un electrófilo frente al complejo de metal. Estos comportamientos se discutirán con más detalle para el CO, de comportamiento nucleófilo.

## Química orgánica
Las reacciones de homologación como la homologación éster de Kowalski proporcionan ejemplos simples del proceso de inserción en la síntesis orgánica. En la reacción de Arndt-Eistert, una unidad de metileno se inserta en el enlace carbono-carboxilo del ácido carboxílico para formar el siguiente ácido en la serie homóloga. Organic Syntheses proporciona el ejemplo:
La (S)-fenilalanina (ácido 2-amino-3-fenilpropanoico) protegida con un grupo t-Boc se hacen reaccionar secuencialmente con trietilamina, cloroformiato de etilo, y diazometano para producir el α-diazocetona, que luego se hace reaccionar con trifluoroacetato de plata/trietilamina en disolución acuosa para generar la forma protegida t-BOC de ácido (S)-3-amino-4-fenilbutanoico.
Una transformación similar es la reacción de Nierenstein en la que se inserta un grupo metileno de un diazometano en el enlace carbono-cloro de un cloruro de ácido para generar una cetona α-clorometílica. Un ejemplo, publicado en 1924, ilustra la reacción en un sistema de cloruro de benzoilo sustituido:
La transposición de Beckmann es otro ejemplo de una reacción de expansión de anillo en la que se inserta un heteroátomo en un enlace carbono-carbono. La aplicación más importante de esta reacción es la conversión de ciclohexanona a su oxima, que luego se reordena en condiciones ácidas para proporcionar la ε-caprolactama, materia prima para la fabricación de Nylon-6. La producción anual de caprolactama es superior a los 2.000 millones de kilogramos.
Los carbenos se someten tanto a las reacciones de inserción intermoleculares como intramoleculares. Fragmentos de ciclopenteno pueden generarse a partir de cetonas de cadena suficientemente larga por reacción con trimetilsilildiazometano, (CH3)3Si–CHN2:
Aquí, el intermedio carbeno se inserta en un enlace carbono-hidrógeno para formar el enlace carbono-carbono necesario para cerrar el anillo de ciclopenteno. Las inserciones de carbeno en enlaces carbono-hidrógeno también pueden ocurrir intermolecularmente:

## Química organometálica

### Inserción de carbeno a M-H o M-X
Las inserciones a enlaces metal-carbono (M-C) se evitan, ya que las inserciones a enlaces metal-hidrógeno (M-H) o metal-halógeno (M-X) están fuertemente favorecidas:
{\displaystyle \mathrm {PhSiH_{3}\ +\ CH_{2}N_{2}\ {\xrightarrow {h\nu }}\ PhSi(CH_{3})H_{2}\ +\ N_{2}} }
{\displaystyle \mathrm {Me_{2}SnCl_{2}\ +\ CH_{2}N_{2}\ {\xrightarrow {\ }}Me_{2}Sn(CH_{2}Cl)Cl\ +\ N_{2}} }
{\displaystyle \mathrm {Ph_{3}GeH\ +\ PhHgCBr_{3}\ {\xrightarrow {\ }}Ph_{3}GeCBr_{2}H\ +\ PhHgBr} }
{\displaystyle \mathrm {RHgCl\ +\ R'_{2}CN_{2}\ {\xrightarrow {\ }}RHgCR'_{2}Cl\ +\ N_{2}} }

### Inserción migratoria
Muchas de las reacciones en la química organometálica implican la inserción de un ligando en un enlace metal-hidruro (M-H) o metal-alquilo/arilo (M-R). Generalmente es el grupo hidruro, alquilo, o arilo (L) el que migra a un CO, un alqueno, o un alquino.

#### Carbonilaciones
La inserción de monóxido de carbono en enlaces metal-carbono (M-C) es una reacción ampliamente conocida con importantes aplicaciones industriales.

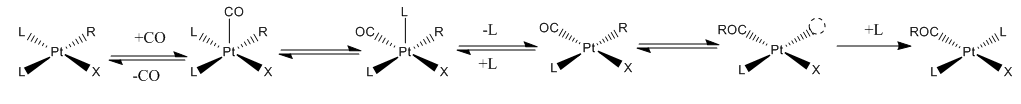
Nucleophilic insertion and rearrangement of a square planar complex

#### Inserción de olefinas
La inserción de olefinas a enlaces M-C o M-H es ampliamente conocida. Cabe destacar la inserción de etileno y propileno en alquilos de titanio, que es la piedra angular de la catálisis de Ziegler-Natta, de la síntesis industrial de polietileno y polipropileno. Esta tecnología consiste principalmente en catalizadores heterogéneos, pero en general se asume que los principios y observaciones sobre sistemas homogéneos son aplicables a las versiones de estado sólido. Tecnologías relacionadas incluyen el Proceso SHOP que produce precursores detergentes. la olefina puede ser coordinada con el metal antes de la inserción. Dependiendo de la densidad del ligando del metal, para la disociación de éste puede ser necesario proporcionar un sitio o hueco de coordinación para la olefina.

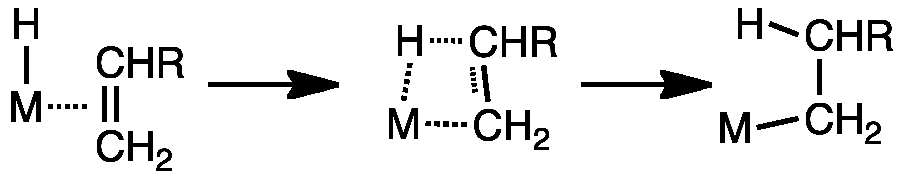
Inserción migratoria de un alqueno en un hidruro de metal. La imagen de en medio muestra el estado de transición. Observe que el carbono menos sustituido se une al metal, al menos por lo general. La reacción inversa se llama Beta-eliminación.